# 붉은 여단
붉은 여단(이탈리아어: Brigate Rosse 브리가테 로세[briˈɡate ˈrosse][*])은 1970년에 설립된 이탈리아의 마르크스-레닌주의 도시 게릴라이자 테러 조직, 범죄 조직이며 이탈리아를 북대서양 조약 기구에서 탈퇴시키고 NATO의 해체를 목적으로 결성되었다.

## 개요
붉은 여단은 라틴 아메리카에서 전개되던 도시 게릴라 운동을 모델로 삼았다. 당대 유명 출판가이자 공산주의자였던 지안지아코모 펠트리넬리가 펴낸 우르과이 도시 게릴라 투파마로스에 대한 책은 붉은 여단 창설자들에게 설립 메뉴얼로 읽혔다. 또한 당시 소외 계층 젊은이들 사이에는 제2차 세계대전 당시 파시즘에 대항하였던 이탈리아 파르티잔을 따라 폭력 투쟁을 하여야 한다는 주장이 퍼졌다.
1978년 붉은 여단은 이탈리아 기독교민주당 소속의 전임 총리 알도 모로를 납치, 살해하여 악명을 떨쳤다. 알도 모로는 이탈리아 공산당과 역사적 타협(이탈리아어: Compromesso storico)을 이끌어내 상호 갈등을 풀 실마리를 마련한 정치가이다. 마리오 모레티가 이끌던 붉은 여단 제2 그룹은 모로의 측근 다섯 명을 살해하며 모로를 납치한 뒤, 54일 후 모로 역시 살해하였다. 붉은 여단은 냉전 체제가 해체되기 시작한 1984년 다수의 조직원이 체포되거나 탈퇴하면서 서서히 잊혀져갔다. 1980년대 이탈리아 사법 당국은 펜티토(이탈리아어: pentito, 참회하는 사람)라 불리던 전향자들의 도움을 받아 조직원 대부분을 체포하였다. 페티토는 붉은 여단의 지도자급 인사들로서 관대한 사법 처리를 대가로 붉은 여단의 조직원 체포에 협조하였다.

## 결성
붉은 여단은 1970년 8월에 결성되었다. 창설자는 트렌토 대학교 학생이자 훗날 서로 결혼한 레나토 쿠르치오와 마르게리타 카골, 그리고 알베르토 프란세시니이었다. 프란세시니의 할머니는 소작농민들이 권익을 위해 지주와 투쟁하는 소작쟁의를 주도한 바 있었고, 아버지는 파시즘에 대항하다 아우슈비츠 강제 수용소에 수감되었다.
쿠르치오를 중심으로 한 그룹은 주로 가톨릭 대학교 내의 사회학부 학생들이었지만, 프란세시니는 이탈리아 공산주의 청년 연합(이탈리아어: Federazione Giovanile Comunisti Italiani, 약어 FGCI)에서 활동하였다. FGCI는 극단적인 성향때문에 이탈리아 공산당으로부터 제명조치를 받았다. 붉은 여단의 초기 활동 무대는 주로 이탈리아 북부 공업지역인 밀라노 인근의 레조넬에밀리아이었다. 조직원들은 공장 설비와 사무실을 파괴하고 상공회의소를 공격하는 사보타주를 일으켰다. 1972년 붉은 여단은 첫 번째 납치 사건을 일으켰다. 납치된 사람은 공장 감독이었던 시트 시에멘스이었으며 20분 동안 붙잡혀서 "나는 파시스트입니다"라는 플랭카드를 들고 사진 촬영을 당했다. 공장 감독은 별 탈 없이 풀려났다.
초창기 붉은 여단은 자치주의를 표방하며 의회 제도에 회의적이었던 로타 콘티누아(이탈리아어: Lotta Continua, 계속적인 투쟁)이나 포테레 오페라이오(이탈리아어: Potere Operaio, 노동자의 힘) 같은 극좌 그룹을 지지하지 않았다. 또한 외국의 첩보 당국과 연계가 있을 것으로 보였으나 어떠한 증거도 발견되지 않았고, 1974년 체포 당시 붉은 여단 조직원은 책과 인터뷰 등을 통해 이러한 의혹을 부정하였다. 1974년 6월 붉은 여단은 첫번째 살인 사건을 일으켰다. 붉은 여단은 파도바에 있던 네오 파시즘 정당인 이탈리아 사회 운동 - 국가의 권리(이탈리아어: Movimento Sociale Italiano–Destra Nazionale, MSI-DN) 본부를 습격하여 두 명을 살해하였다.
사건 이후 이탈리아 공산당을 포함한 모든 좌파 정당은 붉은 여단의 살해 행위와 연관이 없음을 공표하였고, 붉은 여단의 존재 역시 부정하였다. 그러나 붉은 여단의 지도급 인사는 그들이 다수의 사람들로부터 후원을 받았으며, 이것이 붉은 여단이 수백명에 불과한 “행동 대원”만으로도 그토록 오랫동안 활동을 할 수 있는 동력이었다고 말했다.

## 1974년 창립자 체포
1974년 9월, 붉은 여단을 창립하였던 레나토 쿠르치오와 알베르토 프란세시니가 이탈리아 총기병대의 카를로 알베르토 달라 치에사 장군에게 체포되어 징역 18년을 선고 받고 수감되었다. 이들을 체포할 수 있었던 건, 전직 수사관인 프라테 미트라가 실바노 지로토라는 가명으로 조직에 잠입하여 밀고하였기 때문이다. 쿠르치오의 아내인 마라 카골은 붉은 여단의 조직원을 무장시키고 파옥하여 쿠르치오를 빼내지만, 얼마간 지난 뒤 그는 다시 체포되었다.
붉은 여단은 제노바의 판사였던 마리오 소시와 같은 고위 인사, 발라리노 간시아와 같은 기업인들을 납치하였고, 재정 수입을 위해 은행 강도 사건도 일으켰다.

## 조직의 확대와 급진화
1974년 이후 붉은 여단은 로마, 제노바, 베니스와 같은 대도시로 확산되었다. 조직원이 늘어남에 따라 범죄 역시 더욱 과격해지고 다양화되었다. 붉은 여단은 살인, 마약 판매, 은행 강도, 납치, 무기 밀매와 같은 범죄를 일으켰다. 1975년 선포된 붉은 여단의 선언문은 그들의 목표를 “다국적 기업의 제국주의자 집합소인 국가의 심장에 대한 집중 타격”이라고 밝혔다. 다국적 제국주의 국가를 뜻하는 "SIM" (Stato Imperialista delle Multinazionali)은 붉은 여단의 최우선 공격 목표였다.
1975년 4월 붉은 여단은 스스로를 "노동자 계급을 선도하는" 공산주의 투사당이라 밝혔다. 그들은 군대와 경찰을 상대로 전쟁을 선포하였고, 체포될 경우 변호인의 조력을 거부하였다. 붉은 여단은 변호인 역시 공격의 대상일 뿐이라고 주장하였다. 그해 6월 이탈리아 경찰은 기업인 발라리노 간시아가 납치된 농가를 발견하고 포위하였다. 총격전 끝에 마라 카골이 사망하였고, 두 명의 경찰 역시 순직 보관됨 2022-06-27 - 웨이백 머신하였다.
1979년 시험 기간이었던 제노바 대학교에서 법조인이자 교수인 파우스토 쿠오콜로가 붉은 여단의 공격을 받았다. 이는 붉은 여단이 학교내에서 폭력을 행사한 첫번째 사건이었다.

## 알도 모로 납치 사건

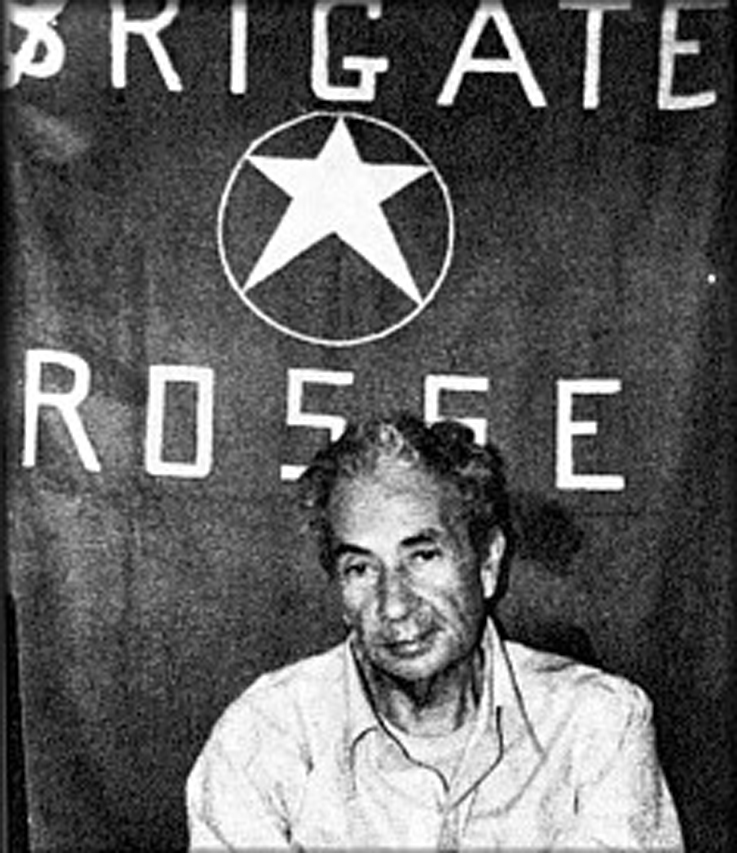
납치 되어 붉은 여단의 깃발 앞에 앉은 알도 모로

1978년 마리오 모레티가 이끄는 붉은 여단 제2 그룹은 이탈리아 기독교민주당(기민당)의 알도 모로를 납치, 살해하였다. 알도 모로는 이탈리아 기민당과 공산당 사이의 역사적 타협을 이끌어낸 핵심 인물로, 그는 이 타협을 통해 의회 제도를 강화하고자 하였다. 알리탈리아 항공 유니폼을 훔쳐 입고 잠복해 있던 붉은 여단의 조직원이 수행원 5명을 살해하고 알도 모로를 납치하였다.
붉은 여단은 모로의 석방 조건으로 체포된 조직원과 교환을 요구하였다. 경찰 당국이 강경 노선과 유화책을 번갈아 사용하는 사이 이탈리아 정부는 붉은 여단의 요구를 거부하였다. 모로는 감금되어 있는 동안 자신의 가족과 교황, 정치적 동지들에게 자신의 생환을 부탁하는 편지를 보냈다. 그러나 좌파와 우파의 화해를 주도한 모로는 이 때문에 좌-우파 모두로부터 의심을 받고 있었고 정치권은 모로 구출에 냉담했다. 죽음을 피할 수 없게 된 것을 직감한 모로는 마지막 편지에서 “기독교민주당의 누구도 내 장례식에 오지 말라”고 적었다.
납치 54일이 지나자 붉은 여단은 정부가 더 이상 협상할 용의가 없다고 판단하고, 발각될 것을 우려하여 모로를 살해하기로 결정하였다. 모로를 차에 싣고 담요를 둘러 쓰게 한다음, 마리오 모레티가 모로의 가슴에 11 발의 총격을 가했다. 붉은 여단은 모로의 시체를 트렁크에 싣고 로마는 물론 이탈리아 전국을 감시하고 있던 경찰에게 보란 듯이 기민당과 공산당의 본부 사이의 가운데에 해당하는 비아 캐타니(캐타니 거리)에 차를 버렸다. 훗날 모레티는 《붉은 여단: 이탈리아의 역사》에서 모로를 살해한 것이 마르크스-레닌 주의에 따른 혁명 활동이었다고 주장했다. 그러나 당시 감옥에 있던 붉은 여단의 창설자 알베르토 프란세시니는 왜 모로가 표적이 되었는지 이해할 수 없다고 기록했다.
붉은 여단은 알도 모로 암살로 이탈리아 사법 당국과 첩보국으로부터 강력한 추적을 받게 되었다. 또한 유명 정치인을 살해하자 다른 좌익 준군사 조직들은 물론이고 붉은 여단의 이전 지도부 조차 이들을 비난하게 되었다. 붉은 여단은 대부분의 지원을 상실하게 되었다. 2003년 이탈리아의 영화 감독 마르코 벨로치오는 이 시기의 붉은 여단을 소재로 《굿 모닝, 나이트》(Good morning, night)를 제작하였다.

## 조직의 와해
1980년 이탈리아 경찰 당국은 12,000 여 명의 좌익 무장조직을 검거하였다. 그 사이 해외 도피도 늘어, 300 여 명이 프랑스로, 200 여 명이 남미로 도주하는 등 모두 600 여 명이 이탈리아를 떠났다. 이후 파란다, 프란세시니, 모레티, 모루치 등 대부분의 지도부가 검거되거나 전향하였다.
붉은 여단 활동을 중단하고 전향하여 정부에 협조한 사람을 펜티토(이탈리아어: pentito, 참회하는 사람)라 불렀는데, 전향자 가운데 가장 유명한 사람은 토리노 지역 지도자였던 파트리지오 페치였다. 1981년 붉은 여단은 보복으로 그의 형제 로베르토를 암살하였다. 붉은 여단의 이런 행위는 대중들의 눈에 과격한 코사 노스트라 정도로 비추어졌고, 조직이 와해되어 가자 점차 관심에서 멀어져갔다.

## 붉은 여단의 영향
1979년 4월 9일 노동자주의(이탈리아어: Operaismo)를 주창하던 철학자 안토니오 네그리와 오레스테 스칼조네를 비롯한 자치주의 운동가들이 체포되었다. 파도바의 공안 검찰 피에트로 칼로게로는 자치주의 운동을 붉은 여단과 연계시키려 하였다. 네그리는 알도 모로의 납치 살해를 비롯하여 붉은 여단이 일으킨 여러건의 사건을 지휘한 혐의로 기소되었다. 사건 당시 네그리는 파도바 대학교의 교수로서 강연을 위해 프랑스의 고등사범학교를 방문하고 있었다. 네그리가 기소되자 프랑스의 철학자 펠릭스 가타리와 질 들뢰즈는 이탈리아의 공안탄압에 반대하는 서명 운동에 참여하였다.
일년 뒤 네그리는 알도 모로를 비롯한 17건의 살인 혐의에 대해 무죄 판결을 받았으며, 붉은 여단과 어떠한 연관도 없음이 입증되었다. 이 외에도 붉은 여단의 알도 모로 납치 살해는 이탈리아 정국에 커다란 파장을 가져왔으며 오늘날에도 여전히 영향을 미치고 있다. 1980년대와 1990년대 사이 이탈리아 의회는 지오바니 펠레그리노 상원의원을 의장으로 하는 조사위원회를 설치하여 이른바 납의 시대에 있었던 테러 행위에 대한 조사를 하였고, 그 사이 이탈리아 법원 역시 귀도 살비니 판사의 지휘 아래 테러리즘에 대한 사법 조사를 실시하였다.
2015년 3월 교황 프란치스코는 알도 모로 납치 당시 붉은 여단과 교황 바오로 6세 사이의 연락책을 맡았던 안토니오 멘니니 주교에게 이탈리아 의회의 조사위원회에 출석하라고 지시하였다. 멘니니 주교는 모로 전 총리의 마지막 고해성사를 하였으며, 돈을 내고서라도 모로 전 총리를 석방시키려 했던 것으로 전해졌다. 현임 조사위원회 위원장 기우세페 피오로니는 멘니니 주교의 진술로 진상 규명이 되기를 희망하고 있다.

## 1980년대의 붉은 여단

### 제임스 도저 준장 납치 사건
1981년 12월 17일 붉은 여단 조직원 4 명이 북대서양조약기구 남유럽방면군 부사령관 제임스 L. 도저 미육군 준장을 납치하였다. 그들은 도저의 아파트로 침입하여 체인으로 아내를 의자에 묶고, 도저 준장을 납치한 뒤 1982년 1월 28일까지 42일 동안 붙잡고 있었다. 파도바의 대테러 팀이 한 아파트에 감금되어 있던 도저 준장을 구출하였다. 이 사건은 붉은 여단이 벌인 최초의 외국인 납치 사건이었다.

### 붉은 여단의 분열
1981년 붉은 여단은 바르바라 발제라니가 이끄는 다수파인 공산주의 투사당과 지오바니 센자니가 이끄는 소수파인 공산주의 투사연맹으로 분열되었다. 1984년 붉은 여단은 시나이반도의 다국적감시군(Multinational Force and Observers, MFO)의 책임자이자 미국의 외교관이었던 리먼 헌트 암살의 범인으로 지목되었다. 같은 해, 붉은 여단의 지도부인 쿠르치오, 모레티, 이안넬리, 베르토라치 등은 목적 없는 무장 투쟁을 부정하였다. 한편 1980년대 동안 붉은 여단 조직원의 검거가 증가하였다. 지도부도 1982년에 센자니가 체포된 것을 비롯하여 1985년에는 발제라니가 체포되었다. 이런 가운데 두 분파의 암살은 계속되어 1986년 2월 투사당 측이 피렌체의 전임 시장 플로렌스 렌도 콘티를 살해하였고, 1987년 3월 투사연맹 측은 로마에서 이탈리아 공군의 장군이었던 루시오 지오르지에리를 살해하였다. 1988년 투사당 측은 포를리에서 치리아코 데 미타 총리의 측근이었던 로베르토 루필리 상원의원을 살해하였다. 이후 대대적인 검거가 진행되어 투사당은 지도부가 와해되었고, 붉은 여단은 스스로 해산하였다.

### 물리나리스 체포
바니 물리나리스(Vanni Mulinaris)는 붉은 여단의 조직원이었으나 프랑스로 도주한 뒤 과거를 깨끗이 청산하고 하이페리온 언어 학교에 취직하였다. 1983년 물리나리스는 우디네로 여행을 갔다가 이탈리아 경찰에 의해 체포되었다. 물리나리스가 체포되자 프랑스의 기독교 민주주의 정당인 대중 공화주의 운동 대표이자 2차 세계대전 당시 레지스탕스로 활약하였던 로마 가톨릭 신부 아베 피에르는 물리나리스를 체포 구금한 것은 민주주의 정신에 위배된다며 이탈리아 총리에게 탄원을 하는 한 편 8일간의 단식 투쟁을 하기도 하였다. 2007년 아베 피에르가 사망한 뒤 이탈리아의 치안판사 카를로 마스텔로니는 코리에레 델라 세라와의 인터뷰에서 피에르가 붉은 여단을 탈퇴한 뒤 하이페리온으로 들어간 다수의 전 조직원들에게서 “자발적 고백”을 들은 뒤 이들을 도왔으며, 피에로의 조카가 물리나리스의 부하직원으로 하이페리온에서 근무하면서 이탈리아로부터 수배를 받고 있는 도주자와 결혼하였기 때문이라고 말하였다.

### 미테랑 독트린
프랑스로 도주하였던 붉은 여단 조직원들의 일부는 1985년 이탈리아로 돌아갔다. 같은 해, 프랑스의 프랑수아 미테랑 대통령은 프랑스로 도주한 붉은 여단 조직원이 과거와 절연하고 전향할 경우 새로운 삶을 살 수 있도록 범죄인 인도에 대한 사면을 약속하였다. 1998년 보르도 고등법원은 전 붉은 여단 조직원인 세르지오 토르나기에 대해 이탈리아에서 열린 궐석 재판에서 유죄가 확정되었음에도 범죄인 인도를 할 수 없다고 판결하였다. 그러나 2002년 파리 고등법원은 사회학 교수이자 전 붉은 여단 조직원이었던 파올로 페르시세티를 이탈리아 법원에 인도하였다. 이는 미테랑 독트린이 깨진 첫 번째 사건이었다. 2000년대에도 이탈리아 법원은 프랑스에 안토니오 네그리, 체사레 바티스티와 같은 좌파 인물에 대한 인도를 요청하였다.
한편 극좌 무장조직원들이 프랑스로 도주하는 사이 납의 시대 동안 테러를 일으켰던 극우 네오파시즘 조직원들은 주로 스페인으로 도주하였다.

## 새로운 붉은 여단
1990년대 후반, 기존의 붉은 여단과는 거의 관계가 없을 것으로 추정되는 새로운 붉은 여단이 등장하였다. 붉은 여단 공산주의 투사당은 1999년 마시모 달레마 내각의 고문이었던 마시모 단토나를 암살하였다. 2002년 3월 19일 일어난 실비오 베를루스코니의 경제 자문인 마르코 비아기 교수의 살해에도 같은 총이 쓰였다. 2003년 10월 23일 이탈리아 당국은 마시모 단토나 살해 혐의로 6명의 조직원을 검거하였으며 2005년 6월 5일 4명의 조직원을 추가로 검거하였다.
1970년대 붉은 여단의 핵심으로 잘못 지목 당했던 안토니오 네그리는 납의 시대 이탈리아에서 일어났던 사건들에 대해 새로운 해석을 요청하였다. 한편 1970년 붉은 여단 창립자이자 18년의 징역형을 마친 알베르토 프란세시니는 관련된 모든 당사자의 자료 공개를 요구하며 “우리가 장례를 거행하지 못하였기에 붉은 여단이 아직도 존재하는 것”이라고 말하였다.

## 통계
미국 캘리포니아 주립대학 도밍구스 힐스에 적을 두고 있는 테러리즘 연구자 클라렌스 A. 마틴 교수는 1970년대 10년간 붉은 여단의 폭력 행위 건수가 14,000 여 건에 달한다고 집계하였다. 이탈리아 내무성은 75명의 사람이 정치적 이유나 납치, 은행 강도 행각 과정에서 붉은 여단에 의해 살해되었다고 밝히고 있다.

## 같이 보기
- 비공식 무정부주의 연맹
- 8월 22일 그룹
- 프리마 리네아(이탈리아어: Prima Linea, 전선(前線))
- 적군파
- 알도 모로
- 카를라 브루니
- 파니 아르당

## 참고 문헌
- Giovanni Fasanella and Alberto Franceschini (with a postface from judge Rosario Priore, who investigated on Aldo Moro's death), Che cosa sono le BR I Miserabili ( "BRIGADES ROUGES. L'Histoire secrète des Red Brigades racontée par leur fondateur, Alberto Franceschini. Entretien avec Giovanni Fasanella." Editions Panama, 2005 a review[깨진 링크(과거 내용 찾기)] by Le Monde and another review by L'Humanité
- A Giovanni Fasanella's bibliography
- Terrorist Group Profiles, Dudley Knox Library, Naval Postgraduate School.
- Antonio Cerella, Il ritorno della violenza - Le BR dal ventennio rosso al XXI secolo, Roma: Il Filo, 2007.
- Amedeo Benedetti, Il linguaggio delle nuove Brigate Rosse, Genova: Erga, 2002.
- Yonah Alexander and Dennis A. Pluchinsky. Europe's Red Terrorists: The fighting Communist Organizations. Routledge, October 1992.
- Indro Montanelli and Mario Cervi, L'Italia degli anni di piombo, Milan: Rizzoli, 1991; L'Italia degli anni di fango, Milan: Rizzoli, 1993.